# Ambigram

Een animatie van een ambigram van het woord "ambigram", dat identiek blijft wanneer het 180° wordt gedraaid

Boustrophedon, speciaal voor Wikipedia ontworpen

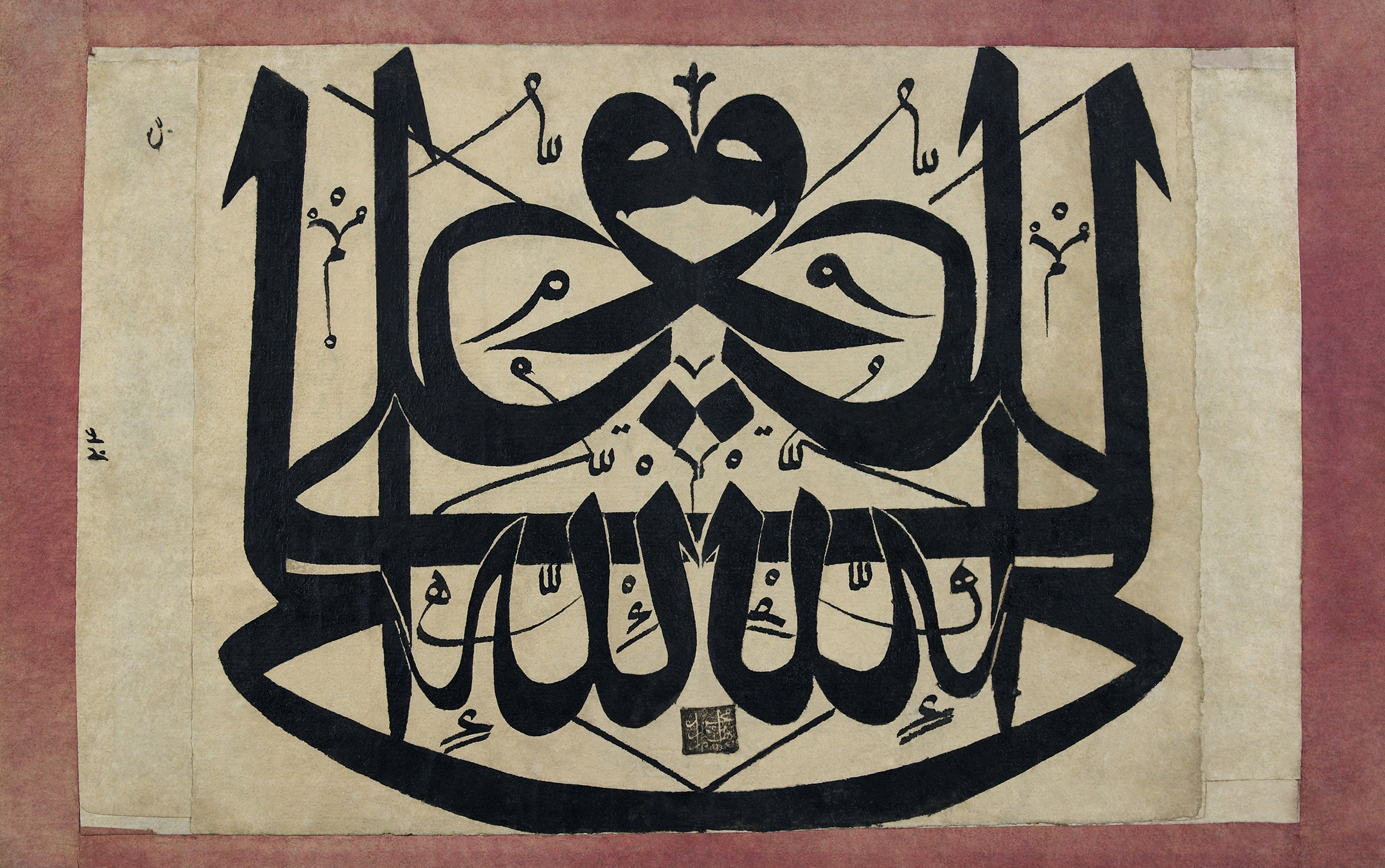
Ottomaans horizontaal spiegel-ambigram met de woorden علي ولي الله (‘’Ali is de plaatsvervanger van God’’ in het Arabisch), 1720-1730

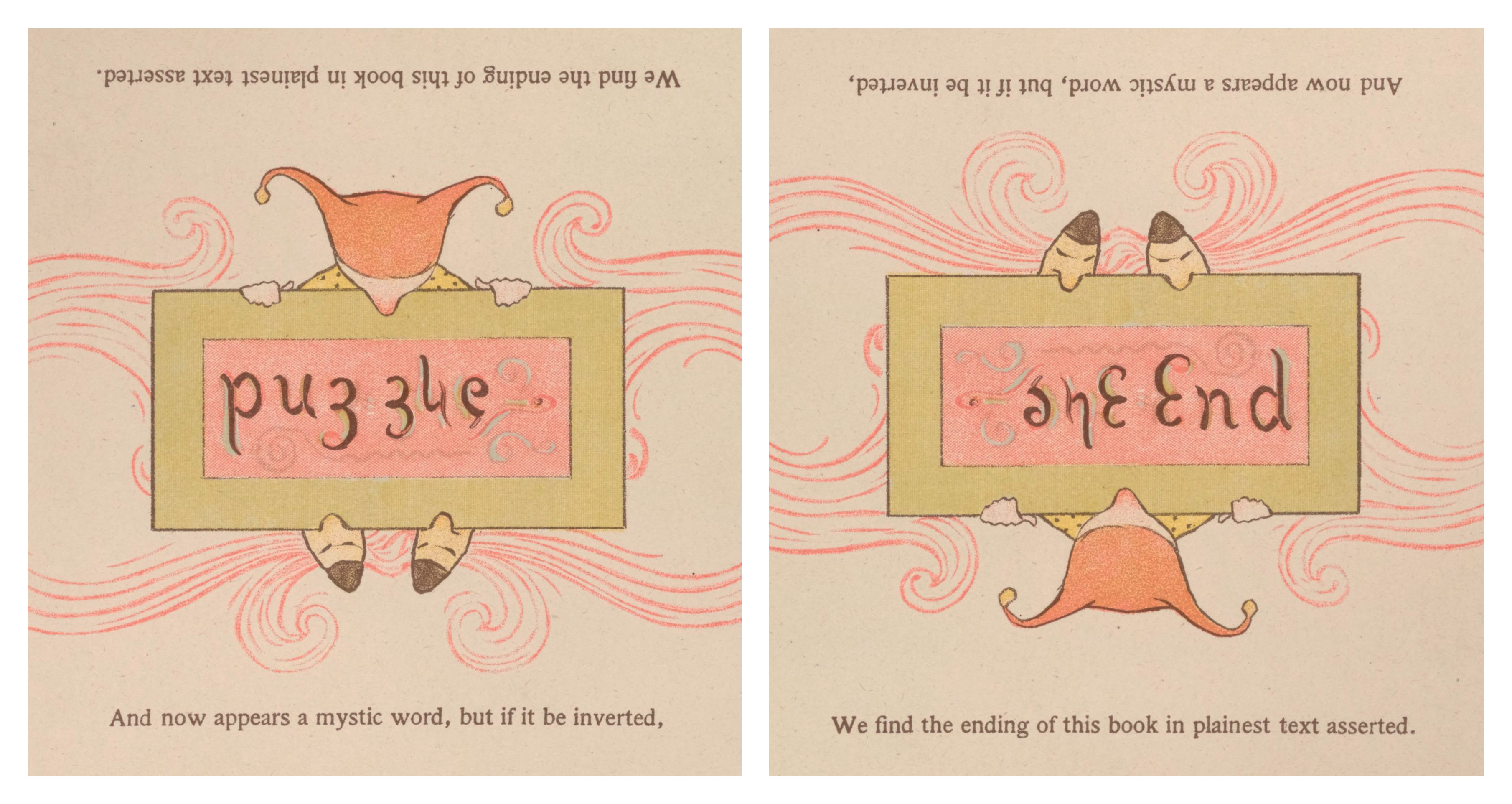
Puzzle = The End

Ambigram van Gustave Verbeek

Raymond Loewys ambigram 'New Men'

Een ambigram is schrift dat op meer manieren gelezen kan worden: van links naar rechts én van rechts naar links, of rechtop én ondersteboven. Het kan normaal en ondersteboven dezelfde of een andere tekst opleveren. Er zijn verschillende soorten ambigrammen, waaronder de volgende twee: het rotatietype, een woord dat precies hetzelfde blijft als men het 180 graden draait, bijvoorbeeld het Nederlandse woord "nou". Ook is er het reflectietype, dat in spiegelbeeld gelezen kan worden, bijvoorbeeld het Nederlandse woord "TOT".
Over het algemeen zijn er geen vaste methodes om een ambigram te maken, maar er bestaan stapsgewijze instructies. Daarnaast zijn er sinds 1996 verscheidene ambigramgenerators uitgekomen. De meeste werken volgens het principe van de Ambimatic, een generator gemaakt door David Holst in 1996. Deze gebruikt een collectie van 676 letters, waarin elke mogelijke combinatie van letters is uitgewerkt. Daarmee kunnen simpele één-op-één-ambigrammen gemaakt worden.

## Galerij

Ambigram Wikipedia. 180°-rotatiesymmetrie
Real / Fake. 180°-rotatiesymmetrie
Say Yes. 180°-rotatiesymmetrie
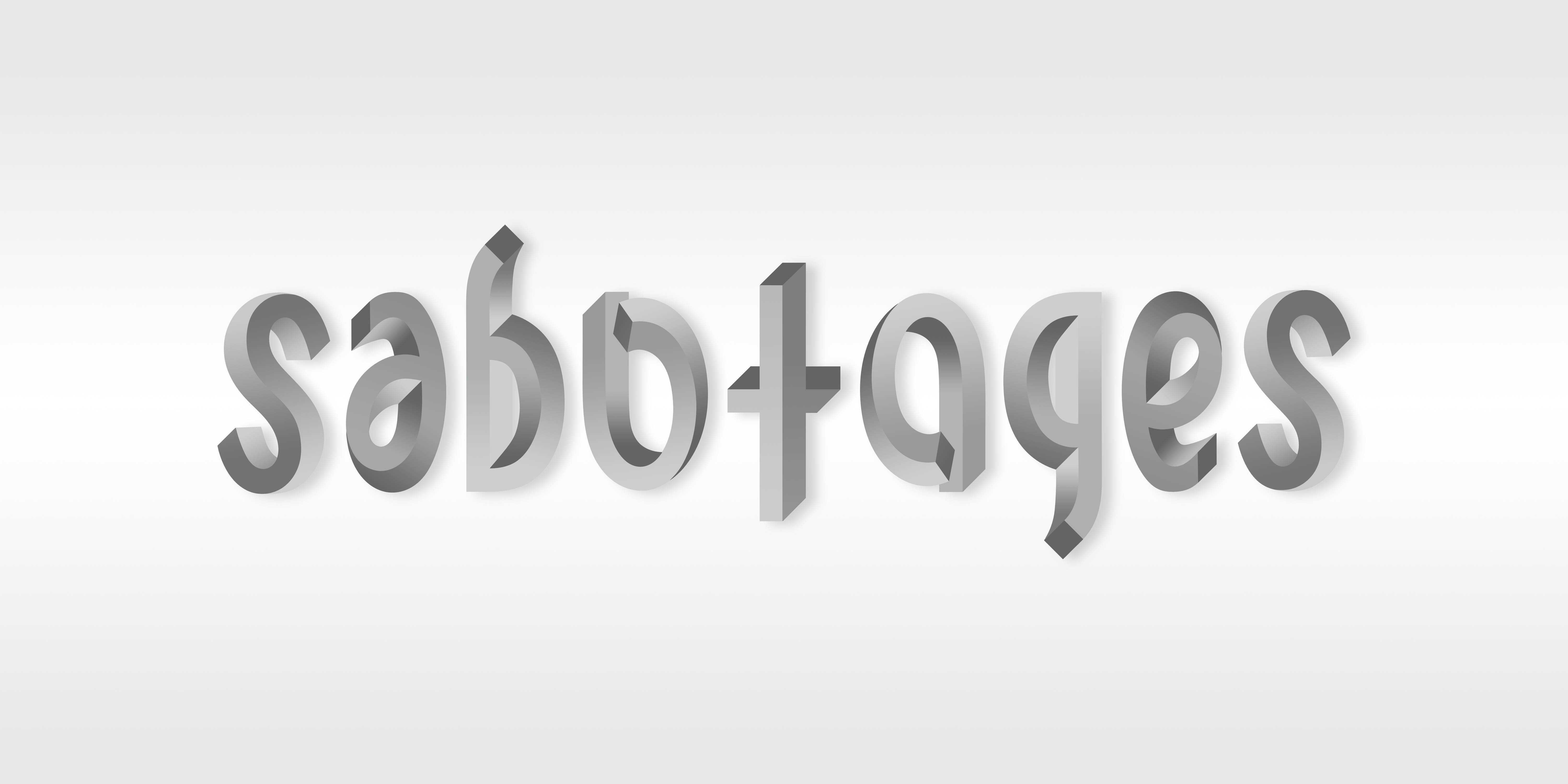
Ambigram sabotages, 180°-rotatiesymmetrie. Illusie van 3D-ontwerp, onmogelijke letters
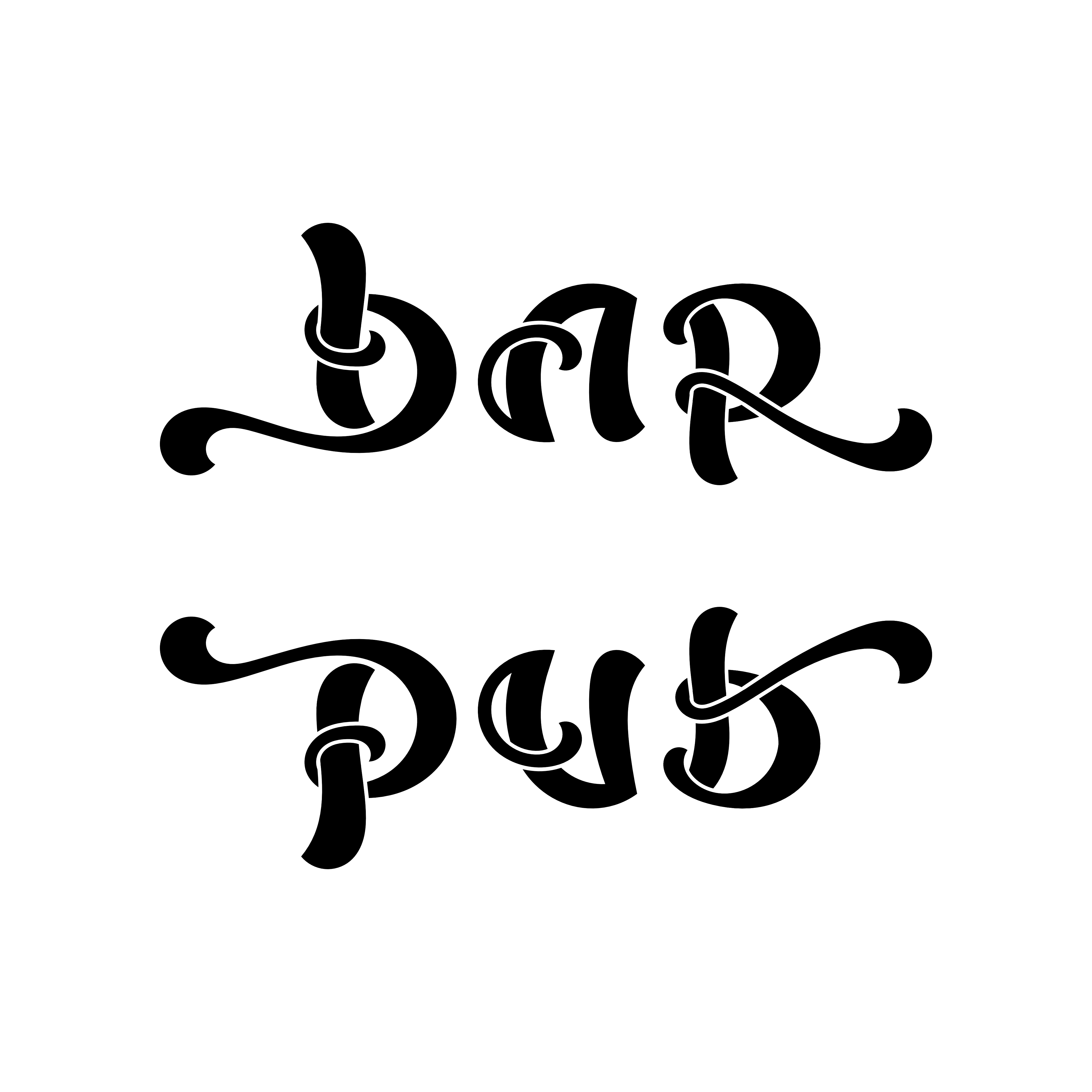
bar / pub. Spiegelsymmetrie (horizontale as)
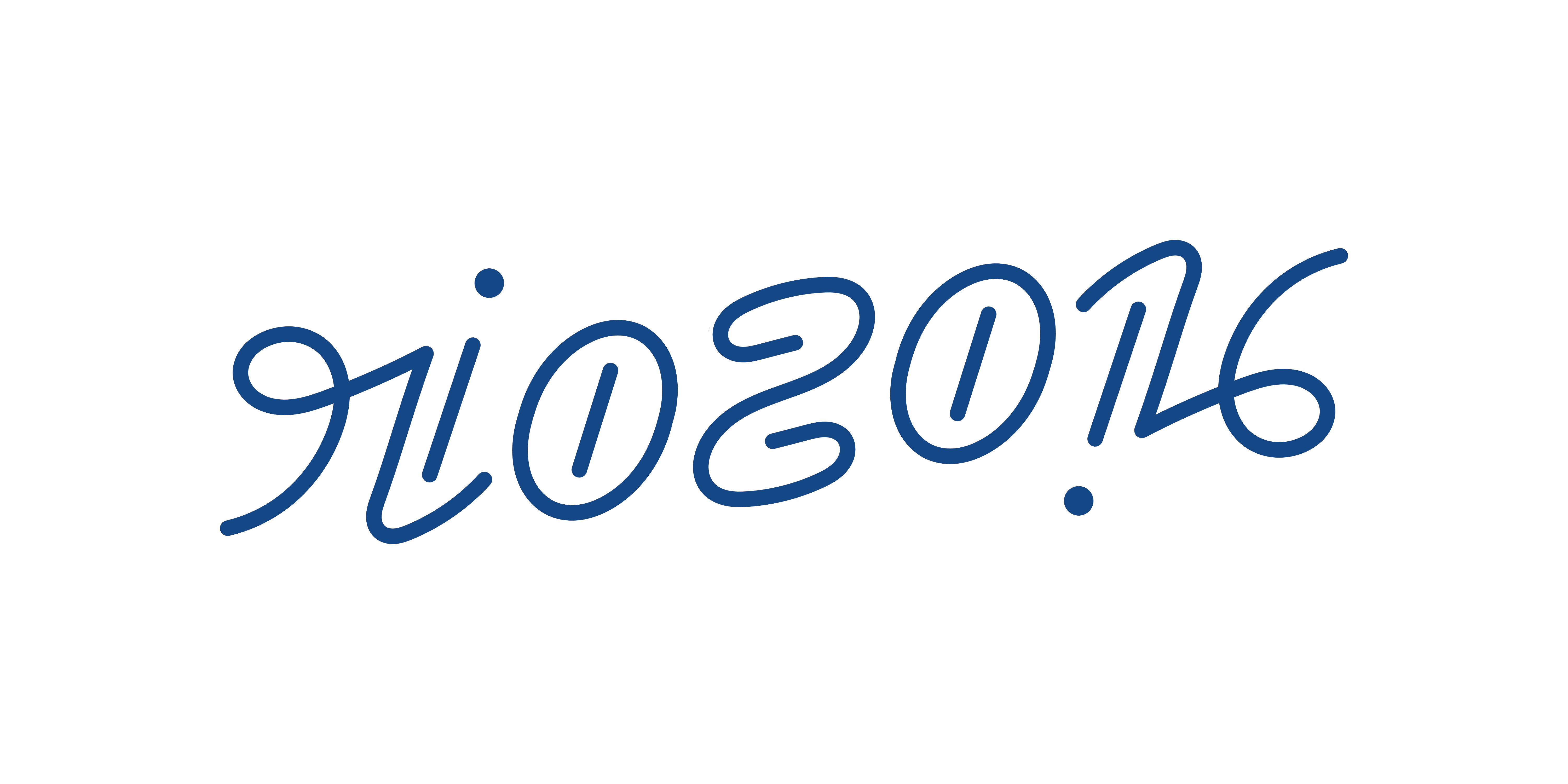
Ambigram Rio 2016. 180°-rotatiesymmetrie. Logo gemaakt voor de Olympische Zomerspelen 2016 in Rio de Janeiro
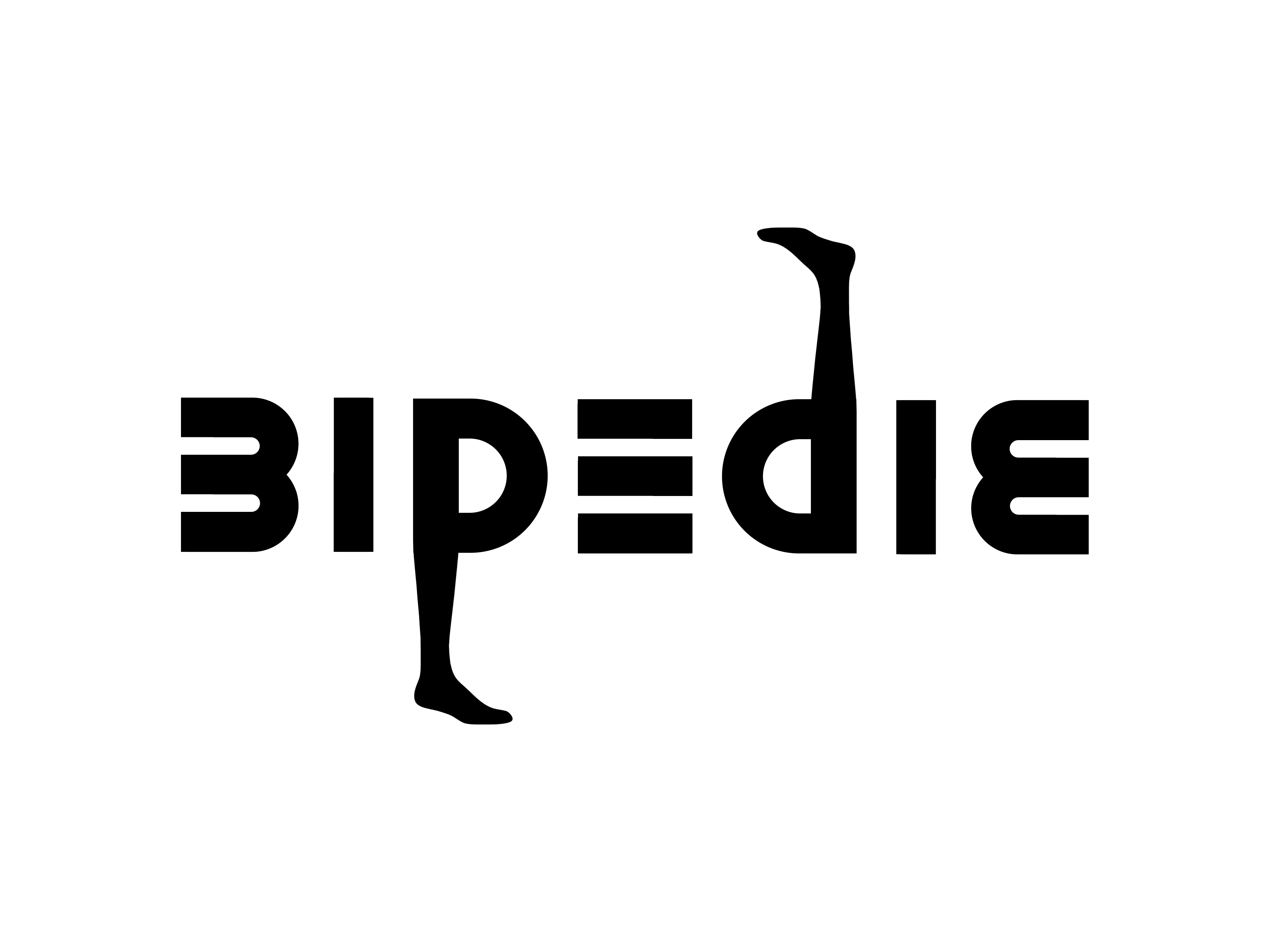
Ambigram bipedie. 180°-rotatiesymmetrie
Ambigram met 8 + 2 + 1 + 5. Rotatiesymmetrie, spiegelsymmetrie
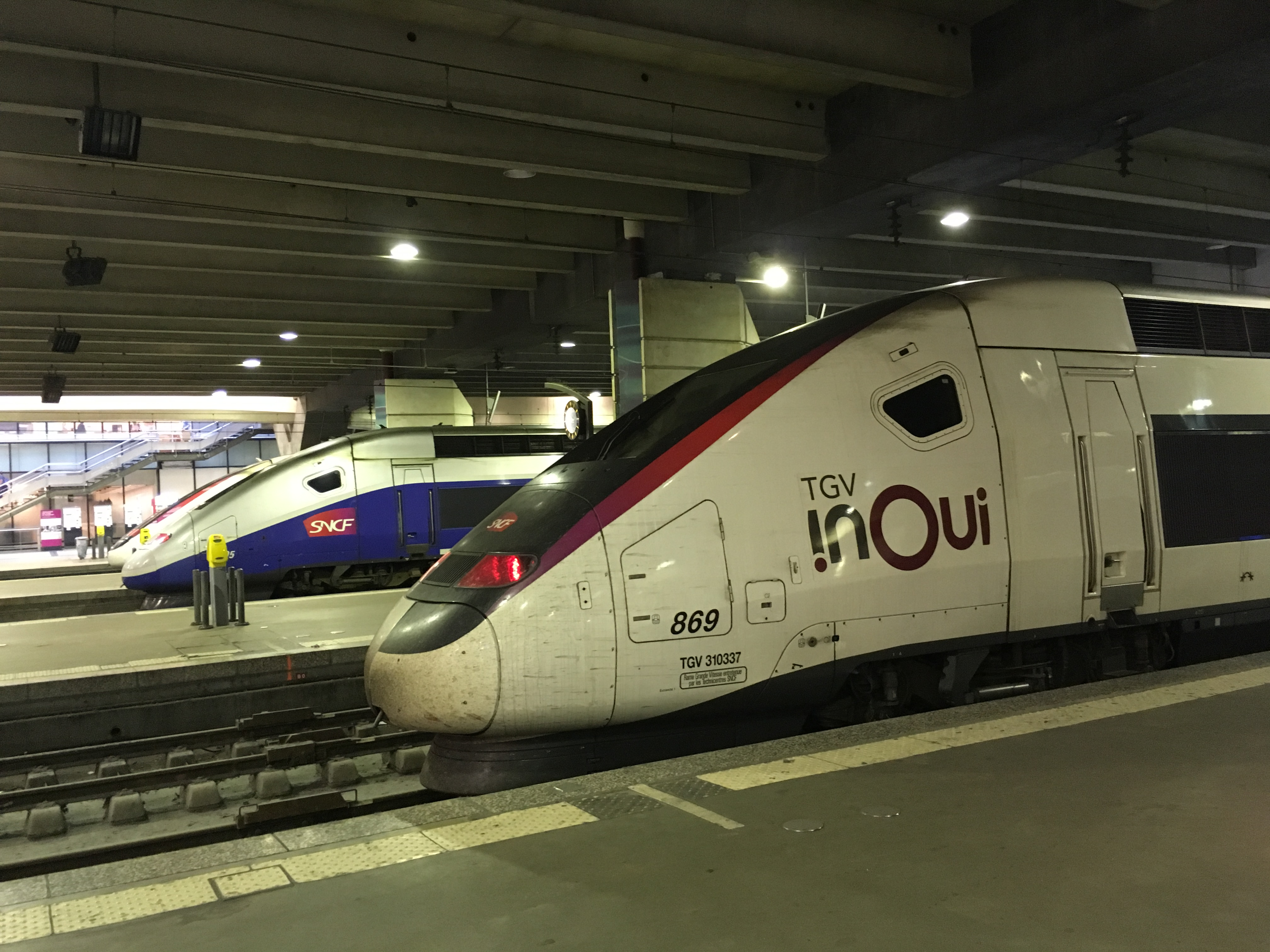
Het logo van inOui, een merk van premium hogesnelheidstreinverbindingen in Frankrijk, vormt een ambigram